# Lino Panizza Richero
Lino Panizza Richero OFMCap (* 14. Januar 1944 in Balestrino) ist ein italienischer Ordensgeistlicher und emeritierter römisch-katholischer Bischof von Carabayllo.

## Leben
Lino Panizza Richero trat der Ordensgemeinschaft der Kapuziner bei und empfing am 1. März 1969 das Sakrament der Priesterweihe.
Papst Johannes Paul II. ernannte ihn am 14. Dezember 1996 zum Bischof von Carabayllo. Die Bischofsweihe spendete ihm der Erzbischof von Lima, Augusto Kardinal Vargas Alzamora SJ, am 2. Februar des 1997; Mitkonsekratoren waren Fortunato Baldelli, Apostolischer Nuntius in Peru, und Héctor Miguel Cabrejos Vidarte OFM, Militärbischof von Peru. Bischof Panizza war der Wegbereiter der 1998 gegründeten Universidad Católica Sedes Sapientiae (UCSS) in Lima.
Am 20. April 2022 nahm Papst Franziskus das von Lino Panizza Richero aus Altersgründen vorgebrachte Rücktrittsgesuch an.